# Andronymus gander
Andronymus gander är en fjärilsart som beskrevs av Evans 1946. Andronymus gander ingår i släktet Andronymus och familjen tjockhuvuden. Inga underarter finns listade i Catalogue of Life.